# Ricardo Paredes Romero
Ricardo Paredes Romero (Riobamba, 19 de marzo de 1898 - Quito, 13 de septiembre de 1979) fue un médico, escritor, naturalista y, cientista social ecuatoriano. Fue el fundador del Partido Comunista del Ecuador (PCE) en 1931 y candidato a la Presidencia de la República del Ecuador en 1933.

## Trayectoria
En 1926 representando Partido Socialista Ecuatoriano en Moscú durante el VI Congreso de la III Internacional Comunista, planteó por la primera vez la tesis de los países dependientes y con un discurso contundente y brillante presentó tesis innovadoras.
En 1931 funda el Partido Comunista del Ecuador (PCE) adherido a la III Internacional Comunista, ayuda a la organización de los primeros sindicatos de indígenas en Cayambe, norte del Ecuador. 
Fue uno de los partícipes de la Federación Ecuatoriana de Indios (FEI), Diputado Funcional por los Indios en 1944 y 1945 participa de la elaboración de la más progresista Carta Constituyente. Candidato a la Presidencia de la República del Ecuador en 1933.
Desde 1931 a 1952 permanece como Secretario General del Partido Comunista.
En 1947 como senador de la República lucha con pasión por la devolución de las Islas Galápagos, que habían sido cedidas por el Gobierno del Presidente José María Velasco Ibarra a los Estados Unidos. Defiende la tesis de las 200 millas de Mar Territorial que abre un precedente para esta conquista en el resto de países latinoamericanos.
Escribe entre otros libros: Oro y Sangre en Portovelo, en el cual denuncia las condiciones de explotación de los mineros en la provincia de El Oro.
Organiza en Manta y Esmeraldas las secciones del PCE, luchando por las obras en los puertos, en la educación y en la salud de estas ciudades.
Su influencia en el movimiento indígena ecuatoriano es profunda como lo testimonian en las biografías de los líderes campesinos: Dolores Cacuango, Jesús Gualavisi y Tránsito Amaguaña.
Llamado del Apóstol del Comunismo Ecuatoriano, vive y muere en total coherencia con sus ideales luchando por un Ecuador más justo y combatiendo denodadamente el racismo y el regionalismo.

## Distinciones
El Colegio de Médicos de Pichincha instaura en el año 2009, la Presea "Médico del Año Dr. Ricardo Paredes Romero", para distinguir a aquellos médicos que se han destacado en el campo de las letras, por sus obras publicadas y por su aporte a la literatura.